# Kotlin (ø)
 Denne artikel omhandler øen. Opslagsordet har også en anden betydning, se Kotlin.
Kotlin (russisk: Ко́тлин (tr. Kotlin), finsk: Retusaari, svensk: Reitskär), er en russisk ø, der ligger i Den Finske Bugt 32 km vest for Sankt Petersborg i Østersøen. Kotlin adskiller Nevabugten fra resten af Finske Bugt, og øen fungerer som en indgang til Sankt Petersborg og har som sådan været centrum i flere militære begivenheder.
Den befæstede by Kronstadt, der ligger på øen, blev grundlagt af Peter den Store, der tog den fra svenskerne i 1703. Kronstadt-opstanden, der resulterede i over 11.000 ofre, fandt sted på øen i marts 1921. 

## Geografi
Øen har nærmest form som en aflang trekant, 12,1 km lang og omkring 1,6 km bred, hvor øens base vender mod Sankt Petersborg. På den østlige bred ligger byen Kronstadt. Sandbanker rækker ud i vandet til en klippe, hvor Tolbaaken Fyrtårn er bygget.
Øen deler således søvejstilgangen til Sankt Petersborg i to kanaler. På den nordlige side af øen er farvandet spærret af sandbanker, der strækker sig fra Kotlin til Lisiy Nos, og den sydlige kanal, hovedvejen til den tidligere hovedstad, indsnævres af en tange, som går over mod Lomonosov på det russiske fastland, og ligger tæt på Kronstadt.
Søfartsadgangen til Sankt Petersborg blev meget lettere ved bygningen af en 7 meter dyb kanal i 1875-85, mens biler kan rejse over land til øen ved at bruge Sankt Petersborgdæmningen fra både den nordlige og sydlige del af Finske Bugt. Anlæggelsen af Sankt Petersborgdæmningen blev startet i 1980, men forsinket af politisk kaos i 1990'erne, og projektet blev endelig afsluttet i 2010 og officielt indviet i 2011.

## Forurening
Den 15. november 2000 kolliderede to skibe, en 67 m køletrawler med navnet Nortlandia og et 130 m panamansk-registeret fragtskib ved navn EW McKinley, så der spildtes tre tons dieselolie i vandet ud for Kotlin Island. Det mindre skib sank også som følge af kollisionen efter at have pådraget sig skrogskader. To besætningsmedlemmer krævede behandling for hypotermi. Udslippet dækkede 11 kvadratkilometer af Kronstadt havn. Efter kollisionen havde dykkere tilstoppet hullet for at forhindre yderligere lækage, og afhjælpningsindsatsen for at inddæmme og fjerne spildet var i gang.

## Programmeringssprog
Programmeringssproget Kotlin er opkaldt efter øen Kotlin.